# Бойдуллаев, Эркин
Эркин Бойдуллаев (узб. Erkin Boydullayev; 10 октября 1984, Самарканд, УзССР, СССР) — узбекский футболист, полузащитник. Игрок футбольного клуба АГМК.

## Биография
Воспитанник ДЮСШ г.Самарканд.
В высшей лиге чемпионата Узбекистана по футболу дебютировал в 2005 в составе клуба Согдиана.
В 2007-2008 играл за Локомотив (Ташкент), затем 2 года выступал за Динамо (Самарканд).
С 2011 года играет за клуб Насаф.
В 2013 году вызывался на тренировочный сбор национальной сборной Узбекистана.